# Kwanzafloden
Kwanzafloden, også kendt som Coanza, Quanza, og Cuanza, er den længste flod i Angola. Den munder ud i Atlanterhavet lige syd for landets hovedstad Luanda.

## Geografi
Floden er sejlbar op til omkring 240 km fra dens udmunding, der ligger 60 km syd for Luanda. Dens bifloder omfatter Cutato og Lucala.

## Historie
Det sejlbare nedre løb af floden var den oprindelige rute for den portugisiske invasion af det nordlige Angola.
Capandadæmningen i Malanje-provinsen stod færdig i 2004 og leverede vandkraft til regionen og hjalp til med kunstvanding. Laucadæmningen blev også bygget på floden. Caculo Cabaça-dæmningen ventes færdigbygget i 2024. Barra do Kwanza, mundingen af floden, udvikles gradvist til turisme, herunder en golfbane.
Kirken Nossa Senhora da Victoria ligger nær bredden af Kwanza-floden i Massanganu, provinsen Cuanza-Norte, Angola.

## Dyreliv
er blevet fundet i den angolanske flod, ifølge Forskning rapporteret på Science and Development Networks hjemmeside melder om rig biodiversitet i og omkring floden. Angolas første biodiversitetsopgørelse af Kwanzafloden har indtil videre fundet 50 fiskearter. Forskere fra National Fishing Research Institute og South African Institute for Aquatic Biodiversity siger, at genetiske test kan afsløre nye arter. Sportsfiskeri inkluderer tarpon.

## Navnet
Angolas valuta, kwanza, er opkaldt efter floden. Floden har lagt navn til provinserne Cuanza Norte ("Cuanza nord") og Cuanza Sul ("Cuanza syd").